# Associação Ibirubá de Futsal
A Associação Ibirubá de Futsal (ASIF) é um clube de futsal brasileiro, localizado em Ibirubá, Rio Grande do Sul. Atualmente, disputa a Liga Gaúcha de Futsal.

## História
A Associação Ibirubá de Futsal foi fundada em 21 de novembro de 1979 e disputou competições no âmbito estadual até o ano de 1995, quando foi inativada. Retornou as atividades profissionais em 2013, para disputar a Série Prata, equivalente à segunda divisão, do Campeonato Gaúcho de Futsal de 2013. No ano seguinte, em 2014, a ASIF participou novamente da competição e sagrou-se vice-campeã, ao ser derrotada na final pela AGF de Guaíba com 29 segundos restantes para o final do confronto. Com o resultado, a equipe garantiu vaga na Série Ouro do Campeonato Gaúcho de Futsal de 2015.
No seu primeiro ano na elite estadual, a ASIF fez uma boa campanha e terminou na quinta posição, ao ser eliminada pelo Atlântico. A boa campanha havia rendido para a equipe uma vaga para disputar a Liga Sul de Futsal de 2016, no entanto, a competição foi cancelada. Em 2016, fez uma campanha ainda superior, quando chegou até as semifinais e foi eliminada pelo Carlos Barbosa após perder em casa e empatar em Carlos Barbosa. Com a Série Ouro transformando-se em Liga Gaúcha de Futsal em 2017, a ASIF participou da edição inaugural e encerrou na quinta posição, ao ser eliminada pelo América de Tapera. Em 2018 e 2019, a ASIF foi eliminada nas quartas-de-final e encerrou ambas as temporadas na sétima colocação.

## Campanhas de destaque
- Campeonato Gaúcho de Futsal - Série Prata: 2014 (2º lugar)
- Campeonato Gaúcho de Futsal - Série Ouro: 2016 (4º lugar)